# Bryonia dioica
Bryonia dioica, comummente conhecida como briónia-branca, é uma espécie de planta com flor pertencente à família Cucurbitaceae e aos tipos biológicos dos geófitos e dos escandentes.
A autoridade científica da espécie é Jacq., tendo sido publicada em Florae Austriaceae 2: 59–60, pl. 199. 1774.

## Nomes comuns
Dá ainda pelos seguintes nomes comuns: briónia (nome que, por sinal, partilha com as demais espécies do género Bryonia), nabo-do-diabo, norça-branca, norça (não confundir com a Tamus communis, que também partilha deste nome), colubrina (não confundir com as espécies do género Colubrina ou com a Polygonum bistorta e as suas subespécies, que também partilham deste nome), erva-cobra e vide-branca.

## Distribuição
É autóctone do Ocidente da orla Mediterrânica, da Europa ocidental e do Sudoeste asiático.

### Portugal
Trata-se de uma espécie presente no território português, mais concretamente em todas as zonas de Portugal Continental.
Em termos de naturalidade é nativa da região atrás indicada.

### Ecologia
Trata-se duma espécie ripícola e ruderal, que também medra em matos e nas suas imediações, em sebes-vivas e na frente umbria de barrocas, privilegiando os solos húmidos.

## Protecção
Não se encontra protegida por legislação portuguesa ou da Comunidade Europeia.

## Uso humano

### Culinária
Os rebentos ainda verdes desta planta, são, por vezes, usados como ingredientes em receitas tradicionais portuguesas, incluindo esparregados.

### Farmacologia
A raiz e o caule têm propriedades tóxicas, sendo que a raiz, quando fresca, pode induzir irritação cutânea. Às demais partes da planta são-lhes atribuídas propriedades anti-reumático, anti-inflamatórias, purgantes, rubefacientes, sudoríficas, expectorantes, vermífugas e catárticas.